# Rhaphiomidas trochilus
Rhaphiomidas trochilus är en tvåvingeart som först beskrevs av Daniel William Coquillett 1892.  Rhaphiomidas trochilus ingår i släktet Rhaphiomidas och familjen Mydidae.
Artens utbredningsområde är Kalifornien. Inga underarter finns listade i Catalogue of Life.